# Смешанная парная сборная Германии по кёрлингу
Смешанная парная сборная Германии по кёрлингу — смешанная национальная сборная команда (составленная из одного мужчины и одной женщины), представляет Германию на международных соревнованиях по кёрлингу. Управляющей организацией выступает Федерация кёрлинга Германии (нем. Deutscher Curling Verband).

## Результаты выступлений

### Чемпионаты мира
| Год       | Место          | Игры           | Победы         | Поражения      | Состав (женщина, мужчина, тренер)                                    |
| --------- | -------------- | -------------- | -------------- | -------------- | -------------------------------------------------------------------- |
| 2008—2011 | не участвовали | не участвовали | не участвовали | не участвовали | не участвовали                                                       |
| 2012      | 20             | 8              | 3              | 5              | Анн-Катрин Бастиан, Мануэль Вальтер                                  |
| 2013      | не участвовали | не участвовали | не участвовали | не участвовали | не участвовали                                                       |
| 2014      | 32             | 7              | 1              | 6              | Andrea Fischer, Stefan Knohl                                         |
| 2015      | не участвовали | не участвовали | не участвовали | не участвовали | не участвовали                                                       |
| 2016      | 34             | 6              | 1              | 5              | Андреа Шёпп, Райнер Шёпп, Адольф Гейзельхарт (тренер)                |
| 2017      | 21             | 7              | 2              | 5              | Julia Meissner, Andy Buttner                                         |
| 2018      | 29             | 7              | 3              | 4              | Julia Meissner, Andy Buttner, Robert Franke (тренер)                 |
| 2019      | 20             | 7              | 4              | 3              | Пиа-Лиза Шёлль, Konstantin Kaempf, Ули Капп (тренер)                 |
| 2021      | 10             | 9              | 5              | 4              | Пиа-Лиза Шёлль, Клаудиус Харш, тренеры: Хольгер Хёне, Harald Fritsch |
| 2022      | 3              | 12             | 8              | 4              | Пиа-Лиза Шёлль, Клаудиус Харш, тренеры: Ули Капп, Harald Fritsch     |
| 2023      | 18             | 10             | 2              | 8              | Пиа-Лиза Шёлль, Клаудиус Харш, тренер: Ули Капп                      |
| 2024      | 11             | 9              | 4              | 5              | Лена Капп, Сикстен Тотцек, тренер: Ули Капп                          |
| 2025      | 14             | 9              | 2              | 7              | Пиа-Лиза Шёлль, Джошуа Сутор, тренер: Ули Капп                       |

(данные отсюда:)

### Квалификационные турниры кчемпионатам мира
| Год       | Место          | Игры           | Победы         | Поражения      | Состав (женщина, мужчина, тренер)                |
| --------- | -------------- | -------------- | -------------- | -------------- | ------------------------------------------------ |
| 2019/2020 | 1              | 8              | 8              | 0              | Пиа-Лиза Шёлль, Клаудиус Харш, Ули Капп (тренер) |
| 2022/2023 | не участвовали | не участвовали | не участвовали | не участвовали | не участвовали                                   |
| 2023/2024 | 1              | 8              | 8              | 0              | Лена Капп, Сикстен Тотцек, Ули Капп (тренер)     |

### Универсиады
| Год  | Место | Игры | Победы | Поражения | Состав (женщина, мужчина, тренер)           |
| ---- | ----- | ---- | ------ | --------- | ------------------------------------------- |
| 2025 | 2     | 9    | 6      | 3         | Kim Sutor, Клаудиус Харш, Ули Капп (тренер) |

(источник:)